# Valeriana rufescens
Valeriana rufescens är en kaprifolväxtart som beskrevs av Ellsworth Paine Killip. Valeriana rufescens ingår i släktet vänderötter, och familjen kaprifolväxter. Inga underarter finns listade i Catalogue of Life.